# Station Sovet
Het station Sovet is een spoorweghalte langs lijn 128 in Sovet, een deelgemeente van de stad Ciney. Het stationsgebouw werd, net zoals de andere stations langs lijn 128, opgetrokken in lokale steen.
Het station bevindt zich midden in de velden, op 3 km van het gelijknamige dorp. Het station ligt aan het einde van een uitgraving (sleuf) om het hoogteverschil tussen het plateau van Condroz en de vallei van de Bocq te overbruggen.
Het stationsgebouw is van het type 1893 R0 en werd opgetrokken in natuursteen.
0,0: Ciney ·
1,9: Halloy ·
3,5: Braibant ·
6,1: Sovet ·
6,9: Senenne ·
8,8: Spontin ·
9,8: Spontin-Sources ·
11,6: Dorinne-Durnal ·
14,2: Purnode ·
16,0: Évrehailles-Bauche ·
18,5: Yvoir-Carrière ·
20,7: Yvoir